# Delphine Wespiser
Delphine Wespiser (Mulhouse, Alto Rin; 3 de enero de 1992) es una modelo, presentadora de televisión y política francesa. Fue coronada Miss Alto Rin 2011, Miss Alsacia 2011 y Miss Francia 2012.

## Primeros años y educación
Delphine Wespiser es hija de padre arquitecto y madre técnica de laboratorio, y tiene un hermano mayor. Pasó toda su infancia e hizo sus estudios en la región de Alsacia. En 2010, obtuvo su examen final de bachillerato en el campo económico y social. Luego estudió Gestión de Negocios Internacionales uniéndose al IUT de Colmar.
Delphine es portavoz de muchas organizaciones benéficas como "Caravane de la vie" para la donación de sangre. Debido a estas ideas, también tenía interés en convertirse en veterinaria.
Además del francés, habla inglés y alemán con fluidez. También habla alsaciano y se dedica a la práctica de idiomas regionales.

## Concursos de belleza

### Miss Alsacia 2011
Fue elegida Miss Alsacia 2011 en Kingersheim, el 2 de octubre de 2011.

### Miss Francia 2012
Delphine Wespiser fue coronada Miss Francia 2012 el 3 de diciembre de 2011 en Brest, sucediendo a Miss Francia 2011 Laury Thilleman, obteniendo el 32,3% de los votos de la audiencia.

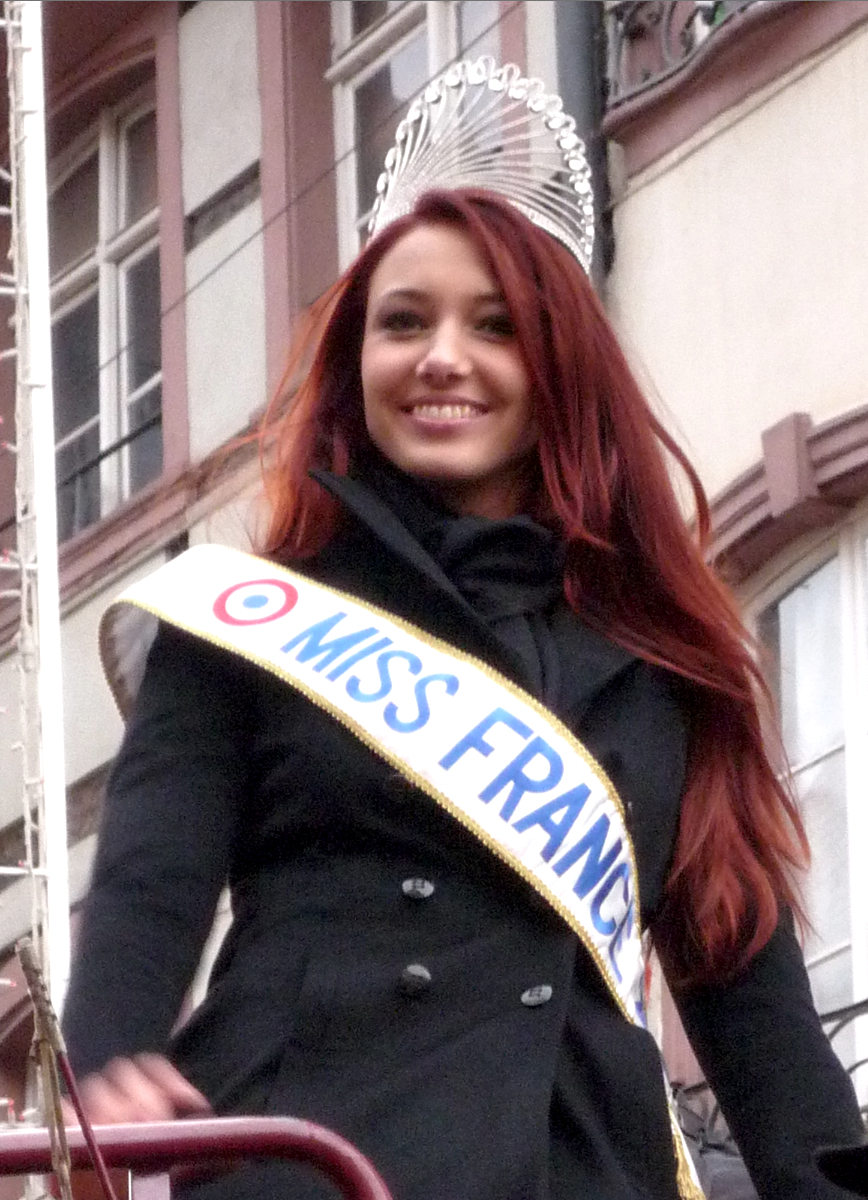
Delphine Wespiser como Miss Francia 2012.

### Miss Mundo 2012
El 18 de agosto de 2012, Wespiser representó a Francia durante las elecciones de Miss Mundo 2012 en la ciudad de Ordos, donde no logró llegar a la semifinal. Su segunda finalista, Marie Payet, participó en el título de Miss Universo 2012 el 19 de diciembre de 2012 en Las Vegas.

## Carrera después de Miss Francia

### Televisión
Después de participar como concursante en Fort Boyard el 31 de octubre de 2012 en France 2 durante su año de Miss Francia, se convirtió en uno de los personajes del programa de juegos desde el verano de 2013. Ha estado interpretando el papel de la jueza Blanche y, desde junio de 2015, también interpreta a su hermana gemela Rouge.
Participó en el programa de concursos N'oubliez pas les paroles ! en France 2 en enero de 2013. Tocó con Thomas Hughes y otro concursante anónimo de la asociación Emmaüs Solidarité, y más tarde en enero de 2015 con Dany Brillant. También jugó varias veces en el programa de juegos Mot de passe (versión francesa de Million Dollar Password) en France 2.
Del lunes 10 al viernes 14 de abril de 2017, participó nuevamente en Un Dîner presque parfait en Estrasburgo.
El 3 de septiembre de 2018 comenzó a trabajar como columnista en el programa de C8 Touche pas à mon poste!. El 2 de septiembre de 2019 anunció su salida del programa, sin embargo, regresó un año después, en noviembre de 2020. También, entre 2018 y 2019, participó como candidata en el juego televisivo Drôlement bêtes : les animaux en questions presentado por Alex Goude en France 4.
En 2020, presenta Les petits Magiciens en France 4, con Sylvain Mirouf.

### Política
En 2014, fue candidata en las elecciones municipales de Magstatt-le-Bas en la lista independiente del alcalde saliente. Fue elegida en primera vuelta el 23 de marzo de 2014, obteniendo la lista el 51,55% de los votos, pasando a formar parte de los once consejeros del municipio. Decidió no presentarse en las elecciones de 2020.

### Música
Wespiser se lanzó a la música en 2015, lanzando su primer título Plus proche qu'avant.

### Escritura
En 2021 lanzó su primer libro, Devenir pleinement et sereinement soi.

## Posiciones ideológicas
El 13 de abril de 2022, en el set de Touche pas à mon poste!, volvió a mostrar su hostilidad hacia Emmanuel Macron y declaró, insinuando a Marine Le Pen: «Me gustaría tener un presidente, me gustaría una madre de los franceses, que reúna, que proteja, con una sensibilidad femenina. Sabemos muy bien que los hombres hablan mucho». Wespiser afirma que Le Pen tiene «una forma de benevolencia».
El 1 de febrero de 2024, declaró en Sud Radio: «Amo a Jordan Bardella. Lo encuentro muy inteligente, lo encuentro brillante. Creo que tiene futuro presidencial».

### Protección animal
Wespiser defiende los derechos de los animales, colaborando con el Fondo Internacional para el Bienestar Animal.

### Vacunación contra el COVID-19
El 5 y 6 de enero de 2022 durante el programa Touche pas à mon poste!, se declaró públicamente en contra de la vacunación para niños durante un debate sobre la misma, y dijo que estaba «totalmente en contra de la vacunación», y de la campaña de vacunación contra el COVID-19, afirmando que habría muertes por inocularse la vacuna. Además, llamó al médico pro-vacunación, Laurent Alexandre, presente en el plató, «mentiroso».

## Vida personal
Entre 2015 y 2022, mantuvo una relación con Roger Erhart.